# Перстач тюрінґський
Перстач тюрінґський (син. перстач Гольдбаха) (Potentilla thuringiaca, syn. Potentilla goldbachii) — вид квіткових рослин роду перстач родини розові (Rosaceae).

## Ботанічний опис
Багаторічна рослина 15–45 см заввишки, без повзучих пагонів.
Стебла при основі висхідні, потім прямі, вище середини розгалужені.
Прикореневі та нижні стеблові листки пальчасті, з (5)6–7 листочками, з обох сторін зелені, волосисті. Листочки довгасті або довгасто-оберненояйцеподібні, довжиною 1,5– 4,5 см, шириною 0,6–2 см, зубчасті.
Квітки 12–17 мм у діаметрі, зазвичай у численних щиткоподібно-волотистих суцвіттях.

## Поширення
Зустрічається у Європі, Туреччині, на Кавказі, в Україні — у Карпатах, Прикарпатті, у лісостепу. Росте на галявинах та посеред чагарників.